# Diócesis de Nicolet
La diócesis de Nicolet (en latín: Dioecesis Nicoletana y en francés: Diocèse de Nicolet) es una circunscripción eclesiástica latina de la Iglesia católica en Canadá, sufragánea de la arquidiócesis de Sherbrooke. La diócesis tiene al obispo André Gazaille como su ordinario desde el 11 de julio de 2011.

## Territorio y organización
La diócesis tiene 3682 km² y extiende su jurisdicción sobre los fieles católicos de rito latino residentes en la provincia de Quebec en parte de la región administrativa de Centre-du-Québec.
La sede de la diócesis se encuentra en la ciudad de Nicolet, en donde se halla la Catedral de San Juan Bautista.
En 2019 en la diócesis existían 26 parroquias.

## Historia
La diócesis fue erigida el 10 de julio de 1885 con el breve Quae catholico nomini del papa León XIII, obteniendo el territorio de la diócesis de Trois-Rivières.
La primera catedral fue la parroquia de San Juan Bautista, un edificio que había sido construido en estilo neogótico en 1872. En 1889 se anunció su demolición y en 1896 se inició la construcción de una nueva iglesia catedral, sin embargo, sin demoler la primera catedral. que fue destruida por un incendio en 1906. Mientras tanto se interrumpía la construcción de la segunda catedral por defectos técnicos, en 1900 se decidió construir un nuevo edificio, también este destruido por el incendio del 21 de junio de 1906, antes de que fuese terminado. El 13 de mayo de 1910 se consagró la nueva catedral de estilo neobarroco, que en 1955 sufrió problemas de estática por derrumbes, por lo que de 1956 a 1963 se construyó la actual catedral en un nuevo sitio.
Originalmente sufragánea de la arquidiócesis de Quebec, en 1951 pasó a formar parte de la provincia eclesiástica de la arquidiócesis de Sherbrooke.

## Estadísticas
De acuerdo al Anuario Pontificio 2020 la diócesis tenía a fines de 2019 un total de 218 237 fieles bautizados.
| Año                                                                             | Población            | Población | Población      | Sacerdotes | Sacerdotes    | Sacerdotes    | Bautizados por sacerdote | Diáconos permanentes | Religiosos | Religiosos | Parroquias |
| Año                                                                             | Bautizados católicos | Total     | % de católicos | Total      | Clero secular | Clero regular | Bautizados por sacerdote | Diáconos permanentes | Varones    | Mujeres    | Parroquias |
| ------------------------------------------------------------------------------- | -------------------- | --------- | -------------- | ---------- | ------------- | ------------- | ------------------------ | -------------------- | ---------- | ---------- | ---------- |
| 1950                                                                            | 129 741              | 131 287   | 98.8           | 240        | 220           | 20            | 540                      |                      | 280        | 1341       | 82         |
| 1966                                                                            | 153 311              | 154 716   | 99.1           | 332        | 298           | 34            | 461                      |                      | 290        | 1318       | 85         |
| 1970                                                                            | 156 158              | 157 819   | 98.9           | 323        | 288           | 35            | 483                      |                      | 275        | 1293       | 85         |
| 1976                                                                            | 159 319              | 161 274   | 98.8           | 288        | 250           | 38            | 553                      | 3                    | 190        | 1132       | 85         |
| 1980                                                                            | 167 393              | 169 365   | 98.8           | 259        | 223           | 36            | 646                      | 8                    | 199        | 1181       | 85         |
| 1990                                                                            | 171 000              | 175 000   | 97.7           | 221        | 180           | 41            | 773                      | 15                   | 173        | 926        | 85         |
| 1999                                                                            | 187 370              | 190 952   | 98.1           | 170        | 146           | 24            | 1102                     | 21                   | 114        | 642        | 85         |
| 2000                                                                            | 188 199              | 192 053   | 98.0           | 163        | 143           | 20            | 1154                     | 22                   | 102        | 618        | 85         |
| 2001                                                                            | 188 233              | 192 162   | 98.0           | 162        | 140           | 22            | 1161                     | 22                   | 108        | 581        | 85         |
| 2002                                                                            | 189 782              | 193 758   | 97.9           | 159        | 137           | 22            | 1193                     | 25                   | 101        | 556        | 85         |
| 2003                                                                            | 188 813              | 192 821   | 97.9           | 150        | 129           | 21            | 1258                     | 25                   | 110        | 491        | 85         |
| 2004                                                                            | 189 895              | 193 865   | 98.0           | 146        | 125           | 21            | 1300                     | 24                   | 113        | 448        | 85         |
| 2013                                                                            | 211 244              | 218 229   | 96.8           | 107        | 93            | 14            | 1974                     | 24                   | 58         | 267        | 60         |
| 2016                                                                            | 212 810              | 221 713   | 96.0           | 96         | 85            | 11            | 2216                     | 22                   | 49         | 235        | 25         |
| 2019                                                                            | 218 237              | 226 751   | 96.2           | 83         | 77            | 6             | 2629                     | 24                   | 12         | 183        | 26         |
| Fuente: Catholic-Hierarchy, que a su vez toma los datos del Anuario Pontificio. |                      |           |                |            |               |               |                          |                      |            |            |            |

## Episcopologio
- Elphège Gravel † (10 de julio de 1885-28 de enero de 1904 falleció)
- Joseph-Simon-Herman Brunault † (28 de enero de 1904 por sucesión-21 de octubre de 1937 falleció)
- Albini Lafortune † (17 de mayo de 1938-8 de noviembre de 1950 falleció)
- Joseph Albertus Martin † (8 de noviembre de 1950 por sucesión-14 de marzo de 1989 retirado)
- Raymond Saint-Gelais (14 de marzo de 1989 por sucesión-11 de julio de 2011 retirado)
- André Gazaille, desde el 11 de julio de 2011